# Заболевания женских половых органов
Заболевания женских половых органов подразделяют на (1) дисгормональные (сопровождающиеся гиперпластическими, дистрофическими и атрофическими процессами), (2) воспалительные и (3) опухолевые.
Нередко диагноз заболевания может быть поставлен только на основании морфологического (гисто- или цитологического) исследования. Поэтому биопсия является одним из наиболее важных диагностических методов в гинекологии (соскоб из полости матки и цервикального канала, биопсия шейки матки, влагалища, вульвы, интраоперационная биопсия органов женской половой системы и молочных желёз).

## Заболевания шейки матки
Шейка матки состоит из двух отделов: (1) эктоцервикса (вагинальной порции) и (2) эндоцервикса (цервикального канала). Эктоцервикс покрыт многослойным плоским неороговевающим («сквамозным») эпителием. Эндоцервикс выстлан однослойным цилиндрическим слизь-образующим эпителием.

### Проба Шиллера и ацетатная проба
Одним из наиболее важных методов прижизненного изучения макроморфологической картины шейки матки является расширенная кольпоскопия — осмотр шейки матки при помощи специального увеличительного инструмента (кольпоскопа) с применением ряда химических веществ, которые во время процедуры наносят на поверхность эктоцервикса. Наиболее информативны проба Шиллера и ацетатная проба. Проба Шиллера — окраска эктоцервикса раствором Люголя. Зрелый многослойный плоский эпителий окрашивается при этом в тёмно-коричневый цвет. Немые (йод-негативные) зоны требуют морфологического исследования (биопсии). Ацетатная проба — обработка поверхности эктоцервикса 3% водным раствором уксусной кислоты (ацетата). При этом формируется кратковременный отёк эпителия и сокращение субэпителиальных сосудов. За счёт ишемии эпителий меняет цвет, что является диагностически важным признаком. Реакция развивается в течение минуты. Даже минимальные изменения сквамозного эпителия проявляются в виде побеления различной интенсивности и длительности (так называемый ацетобелый эпителий).

### Дисгормональные процессы
Основными дисгормональными заболеваниями эктоцервикса являются псевдоэрозия шейки матки (эндоцервикоз) и лейкоплакия, эндоцервикса — полипы цервикального канала.

#### Эндоцервикоз
Эндоцервикоз — появление на вагинальной порции шейки матки (гетеротопия) однослойного цилиндрического эпителия эндоцервикального типа. Участок эктоцервикса с гетеротопией цилиндрического эпителия называется зоной трансформации. Аналоги эндоцервикоза — аденоз влагалища (появление эпителия эндоцервикального типа в стенке влагалища) и муцинозная метаплазия эндометрия (появление эпителия эндоцервикального типа в слизистой оболочке матки).
В норме эктоцервикс покрыт многослойным плоским эпителием, эффективно защищающим ткань шейки матки от агрессивного (в микробиологическом отношении) содержимого влагалища. Однослойный эпителий на поверхности эктоцервикса (при эндоцервикозе) не в состоянии защитить ткань шейки матки от микробной агрессии (даже нормальной условно-патогенной флоры влагалища), поэтому псевдоэрозия шейки матки всегда приводит к развитию хронического цервицита различной степени выраженности.
Макроморфологическая картина. Участок псевдоэрозии шейки матки имеет ярко-красный цвет и блестящую влажную поверхность, что отличает его от серо-розовой матовой окружающей слизистой оболочки эктоцервикса.
Микроморфологическая картина. Микроскопическое исследование позволяет не только выявить особенности гистологического строения зоны трансформации, но и определить стадию процесса.
С учётом микроморфологических изменений эндоцервикоз классифицируют следующим образом:
I. Гистологический принцип
1. Поверхностный вариант (участок ровной поверхности эктоцервикса покрыт цилиндрическим эпителием)
2. Железистый вариант (образование «эрозионных желёз», выстланных цилиндрическим эпителием)
3. Папиллярный вариант (формирование крупных сосочковых структур в очаге эндоцервикоза)
4. Железисто-папиллярный вариант
5. Железисто-кистозный вариант (эрозивные железы трансформируются в ретенционные кисты, которые носят название наботовых узелков).

II. Морфогенетический принцип (по И. А. Яковлевой)
1. Прогрессирующий (пролиферирующий) эндоцервикоз
2. Стационарный (простой) эндоцервикоз
3. Эпидермизирующийся (заживающий) эндоцервикоз.

Ключевым признаком прогрессирующего эндоцервикоза является гиперплазия так называемых резервных клеток (резервноклеточная гиперплазия), расположенных непосредственно под слоем цилиндрического эпителия. Резервноклеточная гиперплазия развивается под влиянием гестагенов. Эпидермизирующийся эндоцервикоз характеризуется замещением однослойного эпителия сквамозным, что происходит под влиянием эстрогенов. При отсутствии признаков эпидермизации и резервноклеточной гиперплазии эндоцервикоз называют стационарным.

#### Лейкоплакия
Лейкоплакия — первичный кератоз слизистой оболочки эктоцервикса. В норме многослойный плоский эпителий эктоцервикса не ороговевает. Макроморфологически участок лейкоплакии представляет собой белесоватую бляшку. Основным микроморфологическим признаком кератоза является появление в эпителиальном пласте зернистых клеток. Нередко отмечается ороговение по ортокератотическому типу.

### Воспалительные поражения
Для обозначения воспалительных изменений шейки матки используются следующие термины:
- Цервицит (кольпит) — воспаление шейки матки в целом
- Эктоцервицит — воспаление эктоцервикса
- Эндоцервицит — воспаление цервикального канала
- Кольповагинит — сочетание воспалительного поражения шейки матки и влагалища (изолированный цервицит развивается редко).

Основными условиями развития воспаления шейки матки и влагалища являются (1) бактериальный вагиноз (дисбиоз цервико-вагинального комплекса) и (2) атрофические изменения слизистых оболочек влагалища и шейки матки. Атрофия тканей шеечно-влагалищного комплекса особенно характерна для гипоэстрогении, прежде всего в постменопаузе.

#### Бактериальный вагиноз
В норме микробиоценоз цервико-вагинального комплекса представлен (1) лактобациллами, (2) стафилококками, (3) стрептококками, (4), анаэробными кокками, (5) бактероидами и (6) коринебактериями. 95—98% всех микроорганизмов составляют лактобациллы, способные продуцировать пероксид водорода (пероксид-позитивные лактобактерии). За счёт продукции молочной кислоты лактобациллами в норме среда влагалища кислая (рН 3,8—4,5). При бактериальном вагинозе уменьшается количество лактобактерий, повышается рН и увеличивается число облигатных анаэробов (Prevotella spp., Porphyromonas spp., Peptostreptococcus spp., Fusobacterium spp., Mobiluncus spp.) и гарднерелл. Характерным морфологическим признаком бактериального вагиноза является наличие так называемых ключевых клеток — слущенных клеток сквамозного эпителия, покрытых многочисленными микроорганизмами.

#### Этиология инфекционного кольповульвовагинита
Возбудители инфекционного кольповульвовагинита:
- Вирусы: вирус папилломы человека (известно более 60 типов), вирусы герпеса человека (1 и 2 типов). Особое значение в патологии нижних отделов полового тракта женщин имеет ДНК-содержащий вирус папилломы человека (ВПЧ) из семейства Papovaviridae. Все типы ВПЧ подразделяются на онкогенные и неонкогенные. Онкогенные типы способствуют развитию ряда злокачественных опухолей вульвы, влагалища и шейки матки, прежде всего 16 и 18 типы. ВПЧ также является возбудителем вирусных бородавок, в том числе остроконечных кондилом.
- Бактерии: Gardnerella vaginalis (гарднереллёз), энтеробактерии (особенно Escherichia coli), стафилококки, стрептококки, хламидии (хламидиоз), микоплазмы (микоплазмоз), возбудители гонореи и сифилиса.
- Грибы: Candida spp. (кандидоз).
- Простейшие: трихомонады (трихомоноз, или трихомониаз).

### Опухоли и предзлокачественные процессы
Из доброкачественных опухолей шейки матки наиболее часто встречается плоскоклеточная папиллома.
Предзлокачественные поражения шейки матки обозначаются термином цервикальная интраэпителиальная неоплазия — CIN (I, II, III степени). Аналогичные процессы вульвы и влагалища обозначаются как вульварная интраэпителиальная неоплазия (VIN) и вагинальная интраэпителиальная неоплазия — VAIN.
Основной формой злокачественного новообразования эктоцервикса, а также вульвы и влагалища, является инвазивная плоскоклеточная карцинома (высоко- и низкодифференцированная формы). Основная причина развития рака шейки матки — инфекция онкогенными типами вируса папилломы человека. Рак шейки матки также могут вызвать вирусы простого герпеса 2 типа. В цервикальном канале чаще встречается аденокарцинома.

## Заболевания тела матки
Стенка матки состоит из трёх оболочек: слизистой (эндометрий), мышечной (миометрий) и серозной (периметрий). Эндометрий выстлан однослойным цилиндрическим эпителием, содержит многочисленные трубчатые железы.

### Циклические изменения эндометрия
У женщин репродуктивного возраста эндометрий представлен базальным (глубоким) и функциональным (поверхностным) слоями. Функциональный слой претерпевает циклические изменения в соответствии с овариально-менструальным циклом. Цикл в среднем продолжается 28 дней, начинается с первого дня менструального кровотечения и состоит из трёх фаз: (1) менструальной, (2) пост-менструальной и (3) предменструальной.

#### Фаза десквамации
Менструальная фаза, или фаза десквамации (1—4 дни цикла), характеризуется резким снижением в организме женщины содержания овариальных гормонов, вследствие чего наступает спазм спиралевидных артерий матки и развивается некроз функционального слоя эндометрия. Разрушенная ткань слизистой оболочки отторгается, кровеносные сосуды вскрываются, обусловливая маточное кровотечение.

#### Фаза пролиферации
В постменструальной фазе, или фазе пролиферации (5—14 дни), в яичниках активируются процессы фолликулогенеза (рост фолликула стимулирует фоллитропин гипофиза), усиливается продукция эстрогенов. Под их влиянием за счёт сохранившегося базального слоя слизистой оболочки матки сначала происходит регенерация эндометрия, затем развиваются пролиферативные изменения (фаза пролиферации). Маточные железы быстро растут, но остаются узкими, прямыми и не секретируют. К 14 дню созревает фолликул в яичнике, происходит овуляция (выброс яйцеклетки в брюшную полость). На месте лопнувшего фолликула формируется жёлтое тело, клетки которого продуцируют прогестерон. Овуляцию и перестройку фолликулярного эпителия лопнувшего фолликула в эпителий жёлтого тела вызывает лютропин аденогипофиза. Выработка и секреция прогестерона жёлтым телом усиливается под действием пролактина (лактотропного гормона) гипофиза.

#### Секреторная фаза
В предменструальной (секреторной) фазе (15—28 дни цикла) под влиянием прогестерона маточные железы начинают секретировать. Увеличиваясь, они приобретают извилистую форму. Эндометрий становится толще. В клетках стромы происходит накопление гликогена, часть из них трансформируется в децидуальные клетки. В конце периода жёлтое тело начинает инволюционировать, прекращается продукция прогестерона, вновь развивается спазм спиралевидных артерий матки и наступает менструальная фаза цикла.

### Дисгормональные процессы
К дисгормональным поражениям тела матки относятся (1) полипы эндометрия, (2) гиперплазия слизистой оболочки матки и (3) эндометриоз.

#### Полипы и гиперплазия эндометрия
Полипом эндометрия называется очаговая гиперплазия слизистой оболочки матки с формированием экзофитного узелка/узла на широком основании или на ножке.
Термином гиперплазия эндометрия обозначают диффузные изменения слизистой оболочки матки, в основе которых лежит синхронная неопухолевая пролиферация клеток желёз и стромы. Обычно гиперплазия эндометрия развивается на фоне гиперэстрогении у женщин в постменопаузе.
Слизистая оболочка матки при этом утолщена, серо-розовая, мягко-эластичной консистенции, с ровной, зернистой или складчатой поверхностью. Иногда заметны полости (кисты), заполненные прозрачным или кровянистым содержимым. При микроскопическом исследовании обнаруживаются пролиферативные изменения желёз и стромы. Основным признаком пролиферирующего эндометриального эпителия является его псевдостратификация (расположение ядер клеток однослойного эпителия в несколько рядов, создающее впечатление многослойности эпителиальной выстилки). Ядра клеток желёз и стромы гиперхромны; ядерно-цитоплазматическое отношение высокое. Среди эпителиоцитов и клеток стромы видны фигуры митозов. При наличии желёз с резко расширенным просветом (кистозно-трансформированных желёз) говорят о железисто-кистозной гиперплазии эндометрия.
Основными клиническими проявлениями полипов и гиперплазии эндометрия являются ациклические маточные кровотечения (метроррагия). В ряде случаев эти процессы могут стать фоном для развития предраковых изменений (эндометриальная интраэпителиальная неоплазия).

#### Эндометриоз
Эндометриоз — гиперплазия эндометрия за пределами слизистой оболочки матки. Поражаться могут любые органы. Различают (1) генитальный и (2) экстрагенитальный эндометриоз. Формами генитального эндометриоза являются аденомиоз (внутренний эндометриоз матки), эндометриоз шейки матки, влагалища, вульвы, яичников, маточных связок и труб. Одна из характерных локализаций экстрагенитального эндометриоза — передняя брюшная стенка. Очаг эндометриоза в ней выглядит как плотный серый узел без чётких границ с участками кровоизлияний на разрезе.

### Воспалительные поражения
В теле матки развиваются следующие воспалительные процессы: (1) эндометрит (острый и хронический), (2) эндомиометрит, (3) периметрит, (4) параметрит. Особое значение имеет послеродовой эндомиометрит, который может привести к развитию сепсиса (септический эндометрит).

### Опухоли
Опухоли тела матки подразделяют на доброкачественные и злокачественные. Среди доброкачественных новообразований данной локализации основное значение имеет лейомиома.

#### Лейомиома матки
Лейомиома матки является одним из наиболее часто встречающихся новообразований у человека. Основной причиной развития маточных лейомиом считается гиперэстрогения. В зависимости от локализации различают (1) интрамуральные (интерстициальные), (2) субмукозные и (3) субсерозные лейомиомы тела матки. В ряде случаев лейомиома матки метастазирует в регионарные лимфоузлы или в лёгкие, реже в другие органы (доброкачественная метастазирующая лейомиома). Макроморфологически лейомиома обычно представляет собой плотный белесоватый узел с чёткими границами. При микроскопическом исследовании выявляются пучки зрелых гладкомышечных клеток. В длительно существующих лейомиомах увеличивается объём фиброзной ткани в строме опухоли, поэтому лейомиомы с выраженной стромой называют фибромиомами.

#### Злокачественные опухоли
К злокачественным опухолям тела матки относятся (1) аденокарцинома эндометрия, (2) эндометриальная стромальная саркома, (3) лейомиосаркома. Аденокарцинома развивается из эндометриальных желёз, эндометриальная стромальная саркома — из цитогенной стромы эндометрия, а лейомиосаркома чаще всего является результатом малигнизации лейомиом матки. Все эти опухоли отличаются инвазивным ростом, за счёт чего границы опухоли становятся нечёткими, и метастазированием.

## Заболевания яичников и маточных труб
В придатках матки развиваются разнообразные патологические процессы, включая дисгормональные, воспалительные и опухолевые.

### Дисгормональные процессы
К основным дисгормональным поражениям яичников относятся кисты, часто встречающиеся в этих органах, особенно в постменопаузе. Киста представляет собой аномальную (отсутствующую в норме) полость, заполненную каким-либо содержимым (жидкостью, свернувшейся кровью, плотными массами). В зависимости от характера эпителиальной выстилки различают несколько типов кист (фолликулярные кисты, кисты жёлтого тела и др.). Нередко в длительно существующих кистах яичника эпителиальная выстилка внутренней поверхности атрофируется; такую кисту принято называть простой кистой.

### Воспалительные поражения
К воспалительным поражениям придатков матки относятся (1) оофорит (воспаление яичника), (2) сальпингит (воспаление маточной трубы), (3) аднексит (сальпингоофорит).
В большинстве случаев воспалительные изменения придатков имеют инфекционную природу. Основными возбудителями аднексита являются бактерии, в том числе гифообразующие бактерии (актиномицеты). Чаще воспалительный процесс носит гнойный характер, придатки при этом увеличиваются, напоминая опухоль (воспалительная тубоовариальная «опухоль»). Гнойный процесс в трубе с накоплением в просвете гнойного экссудата носит название пиосальпинкс, в яичнике — пиовар.

### Опухоли яичников
Основные опухоли яичников:
1. Поверхностные эпителиально-стромальные опухоли
2. Опухоли стромы и элементов полового тяжа
3. Герминогенные опухоли.

Макроморфологически различают кистозные и со́лидные (некистозные) опухоли яичников. Поверхностные эпителиально-стромальные новообразования яичников в основном являются кистозными.
1. Поверхностные эпителиально-стромальные опухоли. Данная группа новообразований яичников встречается наиболее часто. Их подразделяют на клинико-морфологические (доброкачественные, пограничные и злокачественные) и микроморфологические (серозные, муцинозные, эндометриоидные и др.) варианты.
2. Опухоли стромы и элементов полового тяжа. К ним относятся гранулёзоклеточная опухоль, текома и фиброма. Эти новообразования являются потенциально злокачественными, т.к. рецидивируют и иногда метастазируют.
3. Герминогенные опухоли. Герминогенные опухоли подразделяются на два типа: (1) опухоли высокой степени злокачественности (дисгерминома, эмбриональная карцинома, опухоль желточного мешка, полиэмбриома, экстрагравидарная хориокарцинома) и (2) тератомы (зрелые и незрелые). Среди тератом в яичниках наиболее часто встречаются дермоидная киста и струма (зоб яичника).

## Заболевания молочных желёз
Молочные железы являются видоизменёнными кожными потовыми железами. Каждая молочная железа состоит из 15—20 долек сложно-альвеолярного строения. Полного развития молочная железа достигает во время беременности. Выработка молока происходит в альвеолах (ацинусах), образованных железистыми клетками (лактоцитами), секретирующими по апокриновому типу. Снаружи от альвеолы располагаются миоэпителиоциты (корзинчатые клетки), способствующие выведению секрета. Секрет выводится по многочисленным млечным протокам (внутридольковым, междольковым). Протоки расширяются в молочные синусы (резервуары, в которых накапливается молоко), синусы открываются на поверхности соска — пигментированного выступа кожи. Вокруг соска область кожи молочной железы в виде окружности также интенсивно пигментирована (околососковая окружность, или ареола).
Нелактирующая молочная железа представляет собой систему выводных протоков. Самые мелкие из них, слепо заканчивающиеся внутридольковые протоки, или альвеолярные молочные ходы, собраны в небольшую группу (дольку). Они расположены в рыхлой волокнистой соединительной ткани (внутридольковой строме). Дольки разделяют прослойки плотной неоформленной волокнистой ткани (междольковая строма) с междольковыми протоками, а также белая жировая ткань. С возрастом происходит уменьшение числа протоков в дольках (атрофия долек), внутридольковая и междольковая строма замещаются жировой тканью (липоматоз).

### Доброкачественная дисплазия
Дисгормональные поражения молочной железы в целом обозначаются термином доброкачественная дисплазия (МКБ Х). Основными формами доброкачественной дисплазии молочной железы являются (1) протоковая/дольковая гиперплазия, (2) аденоз, (3) радиальный рубец и (4) очаговый фиброз.
Макроморфологически доброкачественная дисплазия представляет собой очаговое, реже диффузное, уплотнение в молочной железе без чётких границ. Консистенция изменённой ткани, как правило, эластичная или плотно-эластичная, однако может быть очень плотной (радиальный рубец). Несмотря на то, что окончательный диагноз исключительно микроморфологический, большое значение в диагностике различных форм патологии молочной железы имеет рентгенологическое исследование — маммография.
Ранее выделяли непролиферативную и пролиферативную формы доброкачественной дисплазии: в настоящее время эти термины применять не рекомендуется, т.к. при доброкачественной дисплазии в ткани молочной железы всегда развиваются пролиферативные изменения: в одних случаях отмечается гиперплазия стромы (очаговый фиброз), в других — эпителия протоков (протоковая гиперплазия), в третьих — сочетанная эпителиально-стромальная гиперплазия (аденоз и его вариант радиальный рубец).
Доброкачественная дисплазия молочной железы — процесс неопухолевый, но являющийся фоном для развития предраковых изменений. Основное предраковое значение среди форм доброкачественной гиперплазии имеет выраженная гиперплазия эпителия протоков и долек.

### Воспалительные поражения
К воспалительным поражениям молочной железы относятся мастит и воспалительная псевдоопухоль (например, липогранулёма, силиконовые и тальковые гранулёмы).

#### Мастит
Различают острый (прежде всего гнойный) и хронический, неспецифический (вызванный кокковой гноеродной флорой) и специфический (например, туберкулёзный) мастит. Особенно часто острый мастит встречается после родов и в периоде лактации.

#### Воспалительная псевдоопухоль
Наиболее распространённой формой воспалительной псевдоопухоли молочной железы является липогранулёма — воспаление в участке некроза жировой ткани, обычно развивающееся в месте механической травмы вблизи кожи. Липогранулёма замещается грубоволокнистой тканью и может быть очень плотной, что при макроморфологическом исследовании симулирует рак.

### Опухоли
В молочной железе развиваются как доброкачественные, так и злокачественные опухоли.

#### Доброкачественные опухоли
Наиболее часто в молочной железе встречаются следующие доброкачественные опухоли:
1. Фиброаденома
2. Аденома
3. Доброкачественная листовидная опухоль
4. Внутрипротоковые папилломы.

Фиброаденома, аденома и листовидная опухоль представляют собой плотно-эластичные или плотные узлы с чёткими границами, окружённые фиброзной капсулой. Внутрипротоковая папиллома — вырост стенки выводного протока, заполняющий его просвет.

#### Карцинома молочной железы
Карцинома (эпителиальная злокачественная опухоль) молочных желёз является наиболее часто встречающейся злокачественной опухолью у женщин в развитых странах.
Основные формы карциномы молочной железы:
1. Карцинома in situ (протоковая и дольковая)
2. Инвазивная карцинома (протоковая, дольковая и др.)
3. Болезнь Педжета.

I. Неинвазивные формы рака обозначаются терминами протоковая и дольковая карцинома in situ. Ткань молочной железы при этом внешне может быть не изменена. Нередко карцинома in situ развивается на фоне доброкачественной дисплазии, прежде всего гиперплазии эпителия долек и протоков.
II. Различают два макроморфологических варианта инвазивной карциномы: (1) узловая и (2) диффузная формы.
1. Узел рака молочной железы чаще располагается в верхне-наружном квадранте, очень плотный, на разрезе белесовато-серого цвета, без чётких границ. При расположении узла под кожей или при распространении опухоли на кожу происходит изъязвление поверхности молочной железы над опухолевым узлом (инфильтративно-язвенная форма). Выделяют до 20 различных микроморфологических вариантов инвазивного рака молочных желёз, из которых ведущее значение имеют инвазивная протоковая и инвазивная дольковая карцинома.
2. Диффузная форма представляет собой запущенную стадию болезни, когда опухолью поражена вся молочная железа. Выделяют два клинико-морфологических варианта диффузной карциномы: (1) воспалительная карцинома и (2) панцирный рак. Воспалительная карцинома характеризуется покраснением кожи молочной железы, резкой болезненностью и увеличением органа. Эта форма рака внешне напоминает мастит (маститоподобная карцинома). При микроскопическом исследовании выявляется диссеминация опухоли по лимфатическим сосудам молочной железы (лимфогенное распространение опухолевых клеток). Панцирный рак характеризуется уменьшением и уплотнением всей молочной железы, её поверхность становится бугристой.
III. Болезнь Педжета кожи соска и околососковой окружности макроморфологически характеризуется появлением эрозий (участок поражения при этом напоминает экзему — экзематоидный вид), микроскопически — наличием в эпидермисе атипичных клеток со слизистыми веществами в цитоплазме (клеток Педжета).

## Патология беременности
К основным формам патологии беременности относятся токсикозы беременности, эктопическая беременность, плацентарный полип, гестационная трофобластическая болезнь и родовая инфекция матки.

### Токсикозы беременных
Гесто́з — поздний токсикоз беременных (узкое значение термина). В широком значении (используется реже) гестозом называют все токсикозы беременных. Различают (1) ранние (первой половины беременности) и (2) поздние (второй половины) токсикозы.

#### Этиология токсикозов беременности
Причиной токсикозов беременных служит влияние на организм матери антигенов плодного яйца. Поздний токсикоз беременных имеет общий генез — иммунопатологический. При нормальном течении беременности у женщины формируется иммунодефицитное состояние (физиологический гравидарный иммунодефицит). Это состояние ограничивает иммунный ответ на плодное яйцо, структуры которого являются чужеродными для материнского организма. Становление физиологического иммунодефицита беременности происходит под влиянием гормона хорионического гонадотропина, который начинает продуцироваться клетками трофобласта с 8 дня гестации. Хорионический гонадотропин активирует супрессорное звено иммунитета, прежде всего Т-лимфоциты-супрессоры. Физиологический иммунодефицит при беременности выражен умеренно, но тем не менее способствует развитию инфекционных заболеваний и опухолей. При недостаточности гравидарного иммунодефицита, основной причиной которой является дефицит эндогенного хорионического гонадотропина, иммунная система в полной мере реагирует на плодное яйцо. Иммунный ответ при этом называется реакцией отторжения плодного яйца.

#### Реакция отторжения плодного яйца
Различают две формы реакции отторжения плодного яйца: (1) острое и (2) пролонгированное отторжение.
Острое отторжение развивается в том случае, когда одинаково активны оба звена иммунитета — клеточное и гуморальное. Острое отторжение завершается прерыванием беременности: спонтанным выкидышем (в сроке до 22 недель) или преждевременными родами (в сроке 22—37 недель гестации).
Пролонгированное отторжение характеризуется преимущественной активацией гуморального звена иммунитета. При этом к антигенам плодного яйца в организме матери вырабатываются антитела и образуются иммунные комплексы. Избыток циркулирующих иммунных комплексов вызывает повреждение почечных клубочков (иммунокомплексная гломерулопатия беременных). Формирующийся при этом синдром носит название поздний токсикоз беременных (гестоз).

#### Формы гестоза
В зависимости от выраженности изменений различают четыре формы гестоза:
1. Водянка беременных (hydrops gravidarum)
2. Нефропатия беременных
3. Преэклапсия
4. Эклампсия беременных.

Водянка беременных характеризуется развитием нефротического синдрома. При присоединении к нефротическому гипертензивного синдрома говорят о нефропатии беременных. Наконец, поражение головного мозга, сопровождающееся судорожным синдромом и нередко смертью беременной или роженицы, носит название эклампси́я. Поражение головного мозга развивается на фоне гипертензивной ангиоспастической энцефалопатии. При патологоанатомическом исследовании умерших обычно выявляется ДВС-синдром с типичными изменениями печени («пёстрая печень»).

### Эктопическая беременность
Эктопическая беременность развивается (1) в трубе (трубная беременность), (2) в яичнике (овариальная беременность) и (3) в полости брюшины (брюшинная беременность).
В подавляющем большинстве случаев встречается трубная беременность; при этом маточная труба увеличивается за счёт расположенного в просвете плодного яйца. Прерывание трубной беременности происходит двумя путями: (1) без разрыва стенки трубы (трубный аборт), при котором плодное яйцо выталкивается из трубы в брюшинную полость, и (2) разрыв трубы увеличивающимся плодным яйцом. При трубном аборте плодное яйцо иногда остаётся жизнеспособным и имплантируется на поверхности серозного покрова, в том числе яичника (вторичная яичниковая или вторичная брюшинная беременность). Наличие эктопической беременности требует хирургического вмешательства, т.к. развивающееся кровотечение может привести к смерти.

### Плацентарный полип
Плацентарным полипом называют остатки плаценты в полости матки после родов или аборта. Они не позволяют матке инволюционировать, способствуя развитию метроррагии. Макроморфологически плацентарный полип (если он достаточно крупный, видимый невооружённым глазом) представляет собой губчатую ткань, пропитанную кровью. При микроскопическом исследовании обнаруживаются альтеративные изменения ворсин хориона, кровоизлияния и фиброз.

### Гестационная трофобластическая болезнь
Трофобластической болезнью беременности (гестационной трофобластической болезнью) называют патологические процессы, связанные с аномальной пролиферацией трофобластического эпителия, покрывающего ворсины хориона.
Различают опухолевые и неопухолевые формы заболевания. Основными из них являются (1) пузырный занос (mola hydatidosa), (2) гравидарная хориокарцинома и (3) трофобластическая опухоль плацентарной площадки.
Хориокарцинома — злокачественная опухоль, нередко метастазирующая в лёгкие и другие органы. Трофобластическая опухоль плацентарного ложа клинически протекает по-разному, поэтому выделяют её доброкачественные и злокачественные варианты.
Пузырный занос (кистозная трансформация ворсин хориона) — доброкачественная форма трофобластической болезни, но способная в ряде случаев трансформироваться в хориокарциному. Пузырный занос подразделяют на полный и частичный, инвазивный (деструирующий) и метастазирующий (в основном в лёгкие). При полном заносе, когда кистозным изменениям подвергаются все ворсины хориона, плод погибает. В ряде случаев ворсины при заносе оказываются в просвете вен матки, вызывают нарушение кровообращения в стенке матки и её некроз (деструирующий пузырный занос).